# Марио Белини
Марио Белини (на италиански: Mario Bellini) е световноизвестен италиански архитект и дизайнер.

## Биография
Белини е роден на 1 февруари 1935 в град Милано, Ломбардия, Северна Италия.
През 1959 г. завършва архитектура в Миланската политехника, където негови преподаватели са Ернесто Натан Роджърс, Джо Понти и Пиеро Порталупи.
През 60-те г. започва своята дейност в областта на дизайна, откривайки професионално студио в Милано с името Mario Bellini Associati srl, впоследствие Mario Bellini Architects.
От 1961 до 1963 г. е директор на дизайна в известната и престижна верига универсални магазини Ла Ринашенте (la Rinascente).
През 1963 г. е назначен за главен консултант по проектиране в компанията Оливети. Най-известните му проекти включват първия персонален компютър в света – P101 (1965), калкулаторите Divisumma 18 и 28 (1973), и пишещите машини Praxis 35 и Praxis 45 (1981).
От 1969 до 1971 г. е президент на Асоциацията за индустриален дизайн (Associazione per il Disegno Industriale), а през 1978 г. става консултант за изследвания и дизайн на известния автомобилен производител Рено.
От 1986 до 1991 г. е директор на списанието за архитектура и дизайн Domus, основано в Милано през 1928 г., а от 1979 до 2019 г. е член на Научния съвет на дизайнерската секция на Триеналето в Милано (Triennale di Milano).
Преподава в много училища по дизайн, вкл. и във Висшия институт по индустриален дизайн (Istituto Superiore del Disegno Industriale) във Венеция от 1962 до 1965 г., Hochschule für angewandte Kunst във Виена между 1982 и 1983 г. и в Академия Domus в Милано от 1986 до 1991 г.
От 1980 г. се посвещава главно на архитектурата, създавайки квартал Портело във Fieramilanocity – градския център на Миланския панаир, Изложбения и конгресен център на Вила Ерба в Чернобио (Северна Италия), Токийския дизайнерски център в Япония, американската централа на Натуци в Хай Пойнт (Северна Каролина, САЩ), Националната галерия „Виктория“ в Мелбърн (Австралия), централата на Дойче Банк във Франкфурт на Майн (Германия), Историческия музей на град Болоня (Цетрална Италия), сградата на Департамента по ислямски изкуства в Лувъра в Париж (Франция) и новия Конгресен център в Милано, обновяването на фасада на международния терминал T3 на летище „Леонардо да Винчи“ във Фиумичино (Италия).
През 2004 г. творчеството на Белини претърпява метаморфоза, което е видно в двата конкурсни проекта за новата централа на Европейското патентно ведомство в Хага и за новия Музей на изящните изкуства в Лозана. Тя се характеризира с радикално обновяване на неговия език: метафизичното измерение на първия „маниер“ е заменено от нова композиционна лекота и лекота, които го доближават до бързите трансформации на обществото. В Италия апогей на „новия му курс“ е Новият конгресен център на Фондация Fiera di Milano, MiCo (2012).
Белини участва като лектор в семинари и конференции в различни страни по света. Любител на изкуството и колекционер, той се занимава и с подготовката на художествени изложби. На него са посветени редица ретроспективни изложби като „Mario Bellini: Designer.“ през 1987 г. в Музея за модерно изкуство MoMA в Ню Йорк, Mario Bellini a Murano на Venice Glass Week (9 септември 2018 – 3 март 2019) и Italian Beauty (19 януари – 19 март 2017) на Триеналето на Милано.

## Награди
Цели 8 пъти Марио Белини е носител на престижната италианска награда Compasso d'Oro (Златен пергел) на Асоциацията за индустриален дизайн, което го класира на първо място сред носителите на наградата. Връчени са му и много други международни награди, сред които Златният медал на Chartered Society of Designers (Англия), Honorary Title of Designer for Industry на RSA (Англия), Златния медал, присъден му от Президента на Републиката Карло Адзельо Чампи за разпространението на дизайна и архитектурата по света (2004), Златният медал за граждански заслуги на Община Милано (Ambrogino d'Oro, 2011), Златният медал за италианска архитектура (награда за цялостно творчество, 2015).
През 2019 г. печели Медала на Камарата на депутатите на Италианската република и специалната награда за кариера на Международния панаир на мебелите (Salone Internazionale del Mobile).

## Дизайн
Дизайнерската си дейност Белини започва през 1963 г. като консултант по индустриален дизайн на Оливети и тя продължава в други италиански и международни компании (B&B, Cassina, Heller, Flou, Yamaha, Renault, Rosenthal, Tecno, Riva 1920, Vitra, Kartell, Horm и др.).
25 творби на Белини са изложени в постоянната колекция на Музея на модерното изкуство (MoMA) в Ню Йорк, който през 1987 г. му посвещава ретроспективна изложба.
Сред основните му постижения са:
- 1962: маса Cartesius за Pedretti (първа награда Compasso d’oro)
- 1965: Olivetti Programma 101 – първи персонален компютър в историята, в MoMA в Ню Йорк
- 1967: видео терминал “TVC 250” за Оливети
- 1968: преносим грамофон GA45 POP2 за Minerva, в MoMA в Ню Йорк
- 1972: Kar-a-sutra, концепция - предшественик на съвременните минивани, създадена с компанията Cassina по случай на изложбата Italy: the New Domestic Landscape в MoMA в Ню Йорк; фотьойли le “Bambole” (до 2007) за C&B, в MoMA в Ню Йорк

- 1973: калкулатор Divisumma 18 и електронен принтиращ калкулатор Logos 50/60 за Оливети, в MoMA в Ню Йорк
- 1974: система от бюра Pianeta Ufficio за Marcatrè
- 1976: стол без облегалки Cab Side Chair и 1978: стол с облегалки Cab Armchair за Cassina, в MoMA в Ню Йорк
- 1987: Olivetti ETP 55, преносима електронна пишеща машина на Оливети, в MoMA Ню Йорк
- 1998: стол Bellini Chair за Heller
- 2014: диван Freud и маса Opera, дала началото на Opera Collection (2016) на Meritalia; маса Tavola Armonica за Riva1920
- 2015: Cab Bed и Cab Lounge за Cassina, част от новосъздадената колекция „Марио Белини“ на Cassina; маса X-Table за Riva1920
- 2016: K Collection: поставка за телевизор Kobra, стол Ki и библиотека Sudoku за Horm; табуретка Kono за Riva1920; стол Airbump Chair за Ситроен Италия; маса Tango за MGM

- 2017: ново издание на фотьойла 932 за Cassina; маса Bolt за B&B Italia
- маси Plissè и Hypertable за Glas Italia
- маса Torsion Table за Natuzzi Italia
- маса Flying Bridge за Bottega Ghianda
- 2019: колекция лампи, вдъхновени от историческата му лампа Chiara за FLOS; маси Canyon и Grand Canyon за OAK; маса Bric за RIVA1920; лампа Nuvola Minor за NEMO; маса Jabot за GLAS Italia; комбинация от историческата му маса La Basilica на Cassina и новия навиващ се модел Oled телевизор R65R9 на LG.

## Архитектура
От 80-те г. Белини работи по архитектурни проекти в Европа, Япония, САЩ, ОАЕ и Австралия, радващи се на голям успех.

### Японски проекти
През 1975 г. Белини проектира революционни за времето си слушалки HP1 за японската компания Yamaha. Вследствие на това сътрудничество той е нает като дизайнер в различни японски компании: Fujifilm, Cherry Terrace, Murai Optical, Nippon Telegraph and Telephone Corporation, Secom, Yamagiwa Art Foundation и Zojirushi Corporation. През 80-те г. това признание в света на японския дизайн му отваря вратите към плодотворен период на архитектурни проекти: Бизнес парк Йокохама (Yokohama Business Park) (1987 – 1991), Токийски център за дизайн (Tokyo Design Center) (1988 – 1992), Клубен комплекс Risonare Vivre (Risonare-Vivre Club Complex) в Кобучизава (1989 – 1992), Изложбена зала на Касина Япония (Showroom Cassina Japan) в Токио (1989 – 1990), Централа на козметичната компания Arsoa Co. (Headquarters per Arsoa Co. Cosmetics) в Яманаши (1996 – 1998).

### Музейни проекти
От 1996 до 2003 г. Белини работи по проекта за обновяване и разширяване на Националната галерия „Виктория“ (National Gallery of Victoria) – една от историческите сгради в Мелбърн (Австралия), към която се доближава с европейска чувствителност за консервиране по методология, с която си служи и в следващите си проекти: запазване на архитектурния характер на историческа „кутия“ с напълно революционизиран интериор.
От 2004 до 2012 г. работи по изграждането на Градския музей на Болоня (Museo della Città di Bologna), бивш Палацо Пеполи (Palazzo Pepoli). Дворът на средновековния дворец е покрит и е вмъкната стъклена кула със стълби и асансьори, което прави двора център на музея, около който се върти всичко. Белини също се погрижва за подготовката на постоянния музеен маршрут за историята на града.
Белини заедно с Руди Ричоти печели международния конкурс за изграждането на новия Павилион на Отдела за ислямски изкуства на Музея Лувър в Париж, по който работи в периода 2005 – 2012 г. Това е първата голяма архитектурна намеса в Лувъра след пирамидата на Яу Мин Пей през 1989 г. Новата галерия от 3000 м² се състои от подземен и надземен етаж, покрити с „облачен“ покрив, златен вълнообразен покрив, който сякаш плава в неокласическия двор Висконти.
Трябва да бъдат посочени два важни, но все още неосъществени музейни проекта:
- Grande Brera – международен конкурс, спечелен през 2009 г.[17] за разширяване на Пинакотека „Брера“ в Милано (Pinacoteca di Brera).
- Антиквариум – музей на Римския форум – разширяване и подготовка на пространствата на Музея на Форума в древния манастир „Санта Франческа Романа“ в Рим.[18]

### Големи изложбени пространства
От 1986 до 1990 г. Белини поема проекта за изграждане на Международния конгресен и изложбен център в градините на вила Ерба (Centro Internazionale Congressi ed Esposizioni di Villa Erba) в градчето Чернобио (Северна Италия). Ражда се архитектура със заоблени форми от стъкло, бетон и стомана, замислена с намерението да се запазят дърветата на древния средновековен парк. Комплексът от 14 000 m² се състои от кръгъл централен остъклен павилион, свободен от носещи конструкции, от който тръгват три крила, които имат система от модулни подвижни стени, позволяващи по-голяма гъвкавост при използването на пространството.
От 1987 до 1997 г. проектира първия павилион – Квартал Портело (quartiere Portello) за новия Милански панаир (Fiera di Milano). Сградата, дълга около 900 м, е съставена от поредица тела в една линия, а отпред е с монументален фронтон в постмодерен стил, който първоначално е трябвало да гледа към офис сградата на Алдо Роси, непостроена впоследствие. От 2008 до 2012 г. той участва в значителна интервенция за преустройството на южната фасада към новия комплекс от небостъргачи City Life, с вмъкване на нов вход и създаване на нови конферентни зони, увенчани с голямата структура „Cometa“. По този начин Миланският конгресен център „МИКО“ (MICO, Milano Convention Center) на Миланския панаир се превръща в най-големия конгресен център в Европа.
От 1998 до 2001 г. архитектът работи по разширяване на Панаира в Есен (Германия) и проектира павилион с площ от 104 000 m².

### Корпоративни и представителни пространства
От 1985 до 1990 г. Белини работи по Офисната сграда на ТЕЦ-а в Касано д'Ада близо до Милано (Edificio per uffici per la centrale termoelettrica di Cassano d’Adda).
През 1996 г. е повикан от Паскуале Натуци – главен изпълнителен директор на Natuzzi Americas Inc. да проектира новата Централа на Натуци (Natuzzi Americas Headquarters) в Хай Пойнт (Северна Каролина, САЩ). Формата на парцела – триъгълник, вече частично зает от съществуваща сграда, вдъхновява формата на проекта: „гордият нос на кораб“. Работи по проекта до 1998 г.
От 2004 до 2011 г. Белини се занимава с проекта за реконструкция на бившия Foro Boario в град Верона (Северна Италия) за компанията Verona Forum S.p.А.. Разположен в близост до Западната порта на Панаира във Верона, проектът се състои от основна плоча, в която се помещават редица услуги (фитнес, бар и др.), над която има две кули с височина над 45 метра, едната от които е хотелска, а другата – насочваща. Смята се, че проестът е в челните редици по отношение на взетите технологични решения, вкл. художественото използване на изгладена ламарина, което се появява и в други проекти.
През 2006 г. Белини стартира работата си по проекта за мултифункционален комплекс на хълма Erzelli в Генуа (Северна Италия) – Проект „Леонардо“, представляващ Научно-технологичен парк, в рамките на който проектира някои офис сгради и новата Нова политехника на Университета в Генуа. Проектът предстои да бъде завършен през 2020 г.
В периода 2007 – 2011 г. е ред на Централата на Дойче банк във Франкфурт на Майн (Германия). Комплексът, състоящ се от две кули, е напълно реновиран, за да бъде в съответствие с новите разпоредби за предотвратяване на пожари и фасадите му трябва да бъдат заменени с цел оптимизиране на енергоспестяването, което получава LEED Platinum сертификат. Офисните помещения са преработени според съвременните видове Hot Desking, а представителните интериори са изцяло обновени.
От 2008 до 2009 г. той се занимава с преструктурирането и пренареждането на Шоурума на мебелния магазин на Мериталия в Милано (Ristrutturazione e riallestimento dello showroom Meritalia).
През 2014 г. Белини печели конкурса за модернизация на фасадата и вътрешните и външните пространства на Терминал 3 на италианското летище „Леонадро да Винчи“ във Фиумичино, бивш T1, проектиран от Рикардо Моранди; проектът продължава до 2018 г.
През 2015 г. Белини стартира проекта си за Академията на Generali Group (Generali Group Academy) на Дженерали Застраховане в историческия контекст на морския бряг в град Триест, Североизточна Италия. Палацо Берлам, „Червеният небостъргач на Триест“, построен през 1928 г. и вдъхновен от новите небостъргачи от червени тухли в Ню Йорк, е известен като първият истински „небостъргач“, построен в Триест. Той е напълно пренареден, за да побере офисите на Дженерали. Проектът продължава до 2019 г.

## Изложбен куратор
Като любител и колекционер на изкуството Белини сам се посвещава на организирането на художествени изложби, сред които:
- „Домашният проект“ (Il Progetto Domestico) на Триеналето на Милано, 1986
- „Съкровището на Сан Марко във Венеция“ (Il Tesoro di San Marco di Venezia), в Grand Palais в Париж и в други музеи по света, 1984 – 1987
- „Градовете на света и бъдещето на метрополисите“ (Le Città del Mondo e il Futuro delle Metropoli) на Триеналето на Милано, 1988
- „Италианското изкуство на 20 век“ (The Italian Art in the 20th Century), в Royal Academy of Arts в Лондон, 1989
- „Ренесансът от Брунелески до Микеланджело“ (Il Rinascimento da Brunelleschi a Michelangelo) във Венеция и впоследствие в Париж и Берлин, 1994 – 1995
- „Триумфите на барока. Европейска архитектура от 1600 до 1750 г.“ (I Trionfi del Barocco. Architettura in Europa 1600 – 1750) в Ловен павилион „Ступиниджи“ в Никелино, 1999
- „Съкровището на Държавния университет в Милано“ (Il Tesoro della Statale), Rotonda della Besana, Милано, 2004
- „Кристофър Дресер – един дизайнер в двора на кралица Виктория“ (Christopher Dresser, un designer alla corte della Regina Vittoria), на Триеналето на Милано, 2001
- „1970-те: Дългото десетилетие на краткия век“ (Annisettanta. Il decennio lungo del secolo breve), на Триеналето на Милано, 2008
- „Величие и проект“ (Magnificenza e Progetto) в Кралския дворец в Милано, 2009
- „Джото, Италия“ (Giotto, l’Italia) в Кралски дворец в Милано, 2016
- „Марио Белини в Мурано“ (Mario Bellini a Murano), Венеция, 2018 – 2019
- „Маргерита Сарфати – знаци, цветове и светлини в Милано“ (Margherita Sarfatti – Segni, colori e luci a Milano) в Музея на 20 век в Милано, 2018 – 2019.